# فارثولوميو
فارثولوميو (Βαρθολομιό) هي مدينة في إليا في مقاطعة كينتريكي إلادا في اليونان.
يبلغ عدد سكانها حوالي 2647 نسمة.